# Maîtrise de la Cathédrale du Puy-en-Velay
La Maîtrise de la Cathédrale du Puy-en-Velay est une chorale d'enfants rattachée à la cathédrale du Puy. En succédant à une longue tradition dans cette ville, celle-ci fut créée en 1999 sous l'épiscopat d'Henri Brincard.
Les sites officiels emploient essentiellement Maîtrise de la Cathédrale du Puy-en-Velay.

## Histoire

### Maîtrise au Moyen Âge
Il est possible que la cathédrale du Puy possédât son chœur sous le regne de Charlemagne. Ce dernier ordonna en 789 par son Admonitio generalis que le chant liturgique selon le rite romain, à savoir chant vieux-romain puis chant grégorien, soit obligatoire dans tout son royaume.
À la suite d'une découverte en 1885 par le prêtre Jean-Baptiste Payrard, la liturgie ancienne et propre auprès de la cathédrale du Puy fut effectivement établie. La pratique remonte vers 1100 tandis que la cathédrale conservait certainement ses propres livres de chant aux XIIe et XIIIe siècles. Le diocèse suggère encore qu'il existe quelques partitions datées du Xe et du XIe siècles. Dans la célébration en France, la voix la plus aiguë était toujours assurée par le chœur d'enfants et non celle des chanteuses, jusqu'à ce que le roi Louis XIV invite des femmes à la chapelle royale. Donc, ces livres de chant à plusieurs voix indiquent l'existence de la maîtrise à la chapelle du Puy.  
Il reste cependant une grosse difficulté pour connaître l'origine de la maîtrise du Puy. Les archives de la cathédrale subirent deux fois d'incendie, au XIIIe siècle puis sous l'épiscopat de Jean de Bourbon († 1485), à cause desquels de nombreux documents furent perdus.

### Manécanterie Notre-Dame
La Révolution française rompit brutalement cette tradition de la maîtrise et, jusqu'au début du XXe siècle, le chœur ne fut pas rétabli.
Le 15 mai 1925, Norbert-Georges-Pierre Rousseau fut nommé évêque du Puy. Ce théologien et professeur du séminaire du Mans était non seulement un spécialiste du chant grégorien mais aussi lié à la cathédrale Saint-Julien du Mans, qui conservait de même une longue tradition des maîtrises depuis le Moyen Âge. Il est normal qu'à la suite de son arrivée au Puy, le nouvel évêque ait restauré la maîtrise, déjà en 1926. Étroitement lié au Vatican, l'évêque répartissait l'idée de la constitution apostolique Divini cultus sanctitatem, article VI (1928), qui favorisait la création des schola des enfants aux diocèses. 
Puis, cette Manécanterie Notre-Dame fut remplacée, en 1960, par les Petits-Chanteurs du Mont-Anis.

### Maîtrise de la Cathédrale
En août 2016, lors de la clôture du jubilé du Puy, la maîtrise participa à l'exéction des Vespro della Beata Vergine de Claudio Monteverdi. Cet événement fut réalisé en collaboration avec le Festival de musique de la Chaise-Dieu.